# Paraleptophlebia helena
Paraleptophlebia helena är en dagsländeart som beskrevs av Francis Day 1952. Paraleptophlebia helena ingår i släktet Paraleptophlebia och familjen starrdagsländor. Inga underarter finns listade i Catalogue of Life.